# Daniel García Andújar
Daniel García Andújar (Almoradí, 1966) es un artista visual de los medios, activista y teórico del arte español, conocido por ser un exponente destacado del net art en España.
Ha creado los proyectos en línea Technologies To The People, e-valencia o e-barcelona, y participado en documenta14. Es miembro del colectivo irational.org y vicepresidente primero de la Associació d'Artistes Visuals de Catalunya.

## Biografía
Nació en Almoradí en 1966, pero ha desarrollado parte de su trayectoria en Barcelona. Su obra y activismo gira en torno a la democracia y desigualdad en el contexto de la sociedad de información y las nuevas tecnologías, y se ha desarrollado principalmente en el ámbito en línea, aunque también ha realizado talleres e intervenciones en espacios museísticos.
En 1996 creó el proyecto Technologies To The People, una corporación ficticia en línea a través de la que cuestionaba las promesas de igualdad en el marco de las nuevas tecnologías y señalaba nuevas formas de control y desigualdad. Su obra The Art Power Database for ARTISTS proporcionaba a los artistas y usuarios de la web recursos legales y de hacking para llevar a cabo proyectos en internet.
A raíz de estos proyectos, participó también en la creación de los portales e-valencia y e-barcelona (y posteriormente e-sevilla y e-madrid), en los que se debatían políticas culturales de estas ciudades.También pertenece al colectivo irational.org.
Su proyecto Archivo Postcapital del 2006 ha sido desarrollado en distintos países
En 2011 formó parte del equipo de redactores de la Estrategia para las Artes Visuales impulsada por el Ministerio de Cultura. Fue vicepresidente del Patronato de la Fundació Hangar entre 2009 y 2012, y es vicepresidente de la Associació d’artistes visuals de Catalunya.
De enero a abril de 2015, el Museo Nacional Centro de Arte Reina Sofía (MNCARS) organizó la exposición Sistema Operativo, que recorría la obra de García Andújar y fue comisariada por Manuel Borja-Villel. Su obra se encuentra en distintas colecciones públicas y privadas, incluyendo la del propio MNCARS.

## Controversias
En 2006 un alto cargo de la Consejería de Cultura denunció el sitio e-valencia.org. El 23 de mayo, un funcionario de Policía Nacional se puso en contacto telefónicamente con el responsable de este portal de Internet, el artista Daniel G. Andújar, para informarle de que se había producido una denuncia contra e-valencia.org, y se solicitaban datos de control relativos a los comentarios que se vierten en esa página web de forma anónima. El caso se entendió cómo un intento de los políticos valencianos y el PP de censurar el debate público.
Una de sus piezas más polémicas en torno a la figura de Pablo Picasso y el comunismo forma parte de la Colección de Arte Censored de Tatxo Benet. Esta colección  La censura es la comisaria (de esta exposición) fue también censurada el día de su inauguración, en Escaldes-Engordany , Andorra. 

## Proyectos
- 1996-2011: Technologies To The People, es su proyecto más importante, que inicia en 1996.[17]
- 2003: X-devian El proyecto X-Devian. The New Technologies to the People System (X-Devian. El Nuevo Sistema para llevar las Tecnologías a la Gente).[18]
- 2004: Postcapital Archive (1989-2001).[19]
- 2011: A vuelo de pájaro.[20]
- 2015: Naturaleza vigilada / Überwachte Natur, Museo Vostell Malpartida.[21]
- 2015: 404: Not found, Museo Nacional Centro de Arte Reina Sofía.[22]
- 2020: El Tercer Estado, La Virreina Centre de la Imatge.[23]
- 2022: Patente de Corso, Es Baluard, museo nacional de Antropología.[24][25]

## Exposiciones individuales
- 2000: La Sociedad Informacional. MUA (Museo Universidad Alicante), Alicante. Curator José Luis Martinez and Aramis López.[26]
- 2001: The Power of Security, Galería Visor. Valencia.
- 2003: Individual Citizen Republic Project™: El Sistema. Museu Comarcal Garrotxa, Olot.
- 2006: Postcapital (con Carlos Garaicoa). Palau de La Virreina. Barcelona; HackLandscape. PhotoEspaña 2006, Matadero Madrid, Madrid. Curator Horacio Fernández; e-sevilla.org. Centro de las Artes Sevilla, Sevilla. Curator Pedro G. Romero.
- 2007: X-Devian. The New Technologies To The People™ System. Aarhus Kunstbygning. Center for Contemporary Art. Curator Jacob Lillemose; Secret, Barcelona Toolbar, Matucana 100, Santiago de Chile.
- 2008: Postcapital Archive (1989–2001). Württembergischer Kunstverein Stuttgart. Curator Hans D. Christ y Iris Dressler; Herramientas del arte. Relecturas (con Rogelio López Cuenca e Isidoro Valcárcel Medina). Sala Parpalló, Valencia, Curator Álvaro de los Ángeles.
- 2009: Postcapital (Mauer). Museum for Modern Art Bremen,Curator Anne Thurmann-Jejes; Postcapital Archive (1989–2001). Iberia Art Center, Pekín.
- 2010: Postcapital Archive Madrid. La Noche en Blanco, Madrid, Curator Basurama; Postcapital TimeLine. Goyang Studio, National Museum of Contemporary Art, Seoul, Curator Nathalie Boseul Shin; Postkapital Arşiv (1989–2001). OPAL Contemporary Art Space, Estambul, Curator Basak Senova; Postcapital Archive (1989–2001). Total Museum of Contemporary Art, Seoul, Curator Nathalie Boseul Shin y Hans D. Christ; Postcapital Archive (1989–2001) La comunidad inconfesable. Bòlit, Centre díArt Contemporani, Girona, Curator Valentín Roma; The Wall. Postcapital Archive (1989-2001), Espai Visor. Valencia.
- 2011: The Art of Seduction (con Rogelio López Cuenca). Palmadotze, Galeria d,Art, Vilafranca del Penedés; Capital León. Musac, León. Curator María Inés Rodríguez
- 2013: Technologies To The People Photo Collection. Galería Casa sin fin, Madrid
- 2015: Naturaleza vigilada/Überwachte Natur. Museo Vostell Malpartida; El Capital. La Mercancía. Guilloché. Galería Casa sin fin, Madrid; Daniel G. Andújar. Zones of Conflict. HeK House of Electronic Arts Basel, Basilea, Curator Sabine Himmelsbach; The Art of Seduction (con Rogelio López Cuenca), Palmadotze, Galeria d,Art, Barcelona; Daniel G. Andújar. Sistema Operativo. Museo Nacional Centro de Arte Reina Sofía, Madrid, Curator Manuel J. Borja-Villel; Territorios_Murcia. Centro Puertas de Castilla, Murcia; Curator Pedro Ortuño; El Capital. La Mercancía. El dinero. Galería Casa sin fin, Caceres
- 2016: Trastorno de Identidad. Galería Casa sin fin, Madrid; The Butterfly Funnel. ArtPace, San Antonio, TX, USA, Curator Juan de Nieves
- 2018: Diligencias previas. Galería T20, Murcia; Sistema operativo. Colecciones. CCCC Centre del Carme, Valencia, Curator Valentin Roma; Plus Ultra. KIOSK, Gante, Curator Wim Waelput; Democraticemos la democracia/Let,s democratise democracy. ADN Platform, Barcelona; Los desastres de la guerra. Fundaciò Suñol, Barcelona; El gato de Schrödinger. La superposición de estados y la paradoja del observador. àngels Barcelona gallery, Barcelona; Los desastres de la guerra, Caballo de Troya. Centre del Carme, Consorci de Museus de la Generalitat Valenciana, Valencia.
- 2019: Que reste-t-il ?. Je Suis Né Étranger. Programme d’art contemporain des Abattoirs en région Occitanie. Musée Cévenol, Le Vigan, Francia, Curator Emmanuelle Hamon; Sistema Operativo. Colecciones, Cigarreras, Alicante. Curator Valentin Roma; Liders. Carré D’art-Musée D’art Contemporain, Nimes, Francia, Curator Jean-Marc Prevost
- 2020: El Tercer Estado, La Virreina Centre de la Imatge , Barcelona.
- 2022: Daniel García Andújar. Patente de Corso. Es Baluard. Comisariado: Imma Prieto[27]
- 2023: Daniel García Andújar. Patente de Corso. Museo Nacional de Antropología Madrid. Comisariado: Imma Prieto[27]

Daniel García Andújar. Damnatio Memoriae, alquimistas, bufones y máscaras, àngels barcelona galería

## Colecciones en museos
- Museo Nacional Centro de Arte Reina Sofía, Madrid
- Instituto Valenciano de Arte Moderno (IVAM), Valencia
- Museo de Arte Contemporáneo de Barcelona (MACBA), Barcelona
- ARTIUM - Centro-Museo Vasco de Arte Contemporáneo, Vitoria
- Museo de Arte Contemporáneo de Castilla y León (MUSAC), Léon
- CA2M - Centro de Arte Dos de Mayo, Madrid
- Centro de Artes Visuales Helga de Alvear, Cáceres
- Es Baluard Museu d’Art Modern, Palma de Mallorca
- Museu d’Art Jaume Morera, Lleida
- Banco de España, Madrid
- Walker Art CenterMinneapolis, MN
- Museo de Arte de Newark, Nueva Jersey
- les Abattoirs - FRAC Midi-PyrénéesToulouse

## Reconocimientos
Entre los premios y galardones recibidos por Andújar, destacan:
- 2021: Premio a la Cultura Miguel Hernández[29]
- 2019: 35 Premios Importantes de Información[30]
- 2018: Premio al Mérito Cultural. XXVII Premios de Honor Vila de Pedreguer 2018[31]
- 2014: Premio de Fotografía Comunidad de Madrid-SUMMA[32]
- 2001: Daniel Andujar ha sido galardonado con el premio Lux Ziffer por su obra  " Phoney", dedicada a los delitos informáticos, en la decimocuarta edición de Transmediale, celebrada en Berlín del 4 al 11 de febrero de 2001.[33][34]

## Libros
- Daniel G. Andújar, Naturaleza vigilada / Überwachte Natur, Museo Vostell Malpartida, Cáceres, 2015, Depósito legal Cc-285-2015.
- Daniel G. Andújar, Sistema Operativo, Autores: Jacob Lillemose, Iris Dressler, Javier de la Cueva, José Luis Pardo, Alberto López Cuenca, Isidoro Valcárcel Medina. Museo Nacional Centro de Arte Reina Sofía, Madrid, 2015, ISBN 978-84-8026-505-8. NIPO: 036-15-008-2
- Deseado Mercadal. Edición dedicada al escritor, periodista y músico Deseado Mercadal Bagur (Mahón, 1911-2000) -que formó parte de la resistencia de Menorca durante la Guerra Civil y dirigió el diario socialista Justicia Social. Con Tomás Andújar y Editado por FUNDACIÓ ES BALUARD/DANIEL G. ANDÚJAR. ISBN 978-84-18803-41-3.

## Apariciones en medios de comunicación
- 2024: Programa hoy empieza todo 2 | de RNE3 'Juguete de los Hados' con Daniel G. Andújar[35]
- 2023: Programa A vivir que son dos días Cadena Ser Radio Utopía | Pintar otro lugar con Lourdes Lancho[36]
- 2023: Programa Efecto Doppler de RNE3 dedicado a Patente de corso, de Daniel G. Andújar[37]
- 2021: Daniel Andújar y el arte de la falsificación[38]
- 2020: LA HORA EXTRA Cadena Ser por Marta García Miranda. Daniel G. Andújar: "El arte debe estar siempre en estado de alarma y emergencia".[39]
- 2015: Manuel Borja-Villel sobre la exposición individual de Daniel G. Andujar - Sistema Operativo en el Museo Nacional Centro de Arte Reina Sofia[40]
- 2015: Programa metrópolis RTVE dedicado a Daniel García Andújar[41]
- 2001: El debate está en la red. El artista Daniel G. Andújar abre un foro en Internet sobre la política cultural valenciana[42]